# Niemcza
Niemcza (do roku 1945 Nimptsch, česky Němčí) je město v okrese Dzierżoniów, v Dolnoslezském vojvodství. Nachází se na řece Ślęza, zhruba 20 km východně od města Dzierżoniów, na hlavním silničním tahu z Prahy do Wrocławi.
Kdysi typicky německé město bylo po roce 1945 předáno Polsku, vysídleno a znovuobydleno Poláky, kteří byli vystěhováni z oblastí, připojených k SSSR. Válka však v Niemczy nepoškodila historické jádro města a všechny škody, ke kterým došlo, byly velmi rychle opraveny.
V letech 1884-2001 měla Niemcza napojení na nejprve německou, a poté polskou železniční síť.
V blízkosti Niemczy se nachází známé Arboretum Wojsławice.

## Obyvatelstvo
| rok  | počet obyvatel   |
| ---- | ---------------- |
| 1740 | 1150             |
| 1787 | 1256             |
| 1825 | 2182             |
| 1905 | 2216             |
| 1939 | 3523 (16,24 km²) |
| 1961 | 3557 (19,25 km²) |
| 1970 | 3772             |
| 2006 | 3121             |
| 2007 | 3085             |

## Významní rodáci
- Daniel Casper von Lohenstein, německý barokní spisovatel